# البلدة القديمة (الحريق)
 البلدة القديمة هي بلدة تراثية تقع في أعلى وادي نعام ضمن محافظة الحريق جنوب مدينة الرياض على بعد 200 كم.

## تاريخ البلدة
أنشئت البدلة سنة 1040هـ على يد رشيد مسعود الهزاني، وقد أصبحت الحريق بلدة عامرة بالسكان والنخيل والمزارع، حيث تميزت بخصوبة أرضها وعذوبة مائها، وروعة جبالها الشاهقة وقد ذكر المؤرخون أنه في سنة 1188هـ قدم محمد الهزاني إلى الدرعية للإمام عبد العزيز بن محمد آل سعود والشيخ محمد بن عبد الوهاب وأعلن مساندته لدعوته، وفي سنة 1233هـ كان تركي بن عبد الله الهزاني ومعه عدد من أهل الحريق ضمن القوات السعودية المرابطة حول الدرعية أثناء حصار إبراهيم باشا لها.

## البناء
يتألف النسيج العمراني للبلدة من مجموعة المباني التراثية القديمة والمتداخلة مع الأبنيكة السكنية الحديثة، وبسبب زوال الكثير من المباني التراثية تغير الشكل العام للبلدة، والقرية اخذت خصائص العمارة النجدية ويوجد في بعض المساكن زخارف وحلي معمارية جصية وطينية خاصة في المجالس وعلى الواجهات الرئيسة.

### أهم المكونات
- أساسات من الحجر
- الأسقف خشبية مصنوعة من خشب الاثل مغطى بسعق النخيل ويعلوه طبقة من خليط الطين والتبن.
- المباني مغطاة بطبقة من لياسة خارجية من خليط الطين التبن
- تنوع أشكال الفتحات ومقاساتها بواجهات مباني البلدة
- تعلو فتحات الشبابيك والابواب أعتاب خشبية لتحمل بقية الحائط أعلاها.
- تتنوع أرتفاع المباني مابين طابق واحد وطابقين[1]